# Josip Frank
Josip Frank (Osijek, 16 de abril de 1844 - Zagreb 17 de diciembre de 1911), abogado y político croata austrohúngaro de ascendencia judía.

## Carrera
Frank se educó en escuela secundaria de Osijek. Tras acabar sus estudios de derecho en la Universidad de Viena en 1872 se trasladó a Zagreb, donde ejerció de abogado. En 1877 fundó los periódicos Agramer Presse ("Prensa de Zagreb") y Kroatische Post ("Correo croata"), que fueron al poco prohibidos por las autoridades austrohúngaras.
En 1880 publicó un folleto titulado Die Quote Kroatiens («La cuota croata») en la que trataba de demostrar el enorme esfuerzo financiero de los croatas en el estado desde el Nagodba («pacto») que regulaba desde 1868 la situación de Croacia en el Imperio austrohúngaro, tras el Compromiso Austrohúngaro entre el emperador y los nobles húngaros. El mismo año Frank fue elegido concejal del ayuntamiento de Zagreb, en el que trabajó hasta 1894. En 1884 fue elegido diputado en el Sabor (parlamento autónomo croata). Tras ejercer como independiente, en 1890 se unió al Partido Croata por los Derechos (HSP) de Ante Starčević, en el que ascendió rápidamente.
En 1895, poco antes de la muerte de Starčević, convenció a este para dividir el partido, formando con sus partidarios el Partido Puro por los Derechos (ČSP), y fundando un diario para el partido, Hrvatsko pravo («Derecho croata»). En 1897 ya era considerado el dirigente principal del movimiento que defendía los derechos políticos croatas y se había convertido en presidente del partido de Starčević tras la muerte de éste.
| Elecciones autonómicas de Croacia-Eslavonia (1908) Según XXX, p. Y. |
| ------------------------------------------------------------------- |
|                                                                     |

Aparentemente, Frank defendía una política nacionalista radical, reivindicando una «Gran Croacia» que había de convertirse en la tercera entidad del Imperio. En realidad, Frank era un ejemplo de los círculos cercanos a la corte de Viena, partidario de la dinastía, nacionalista antiserbio y antiyugoslavo, clerical, opuesto firmemente a la Coalición Croato-serbia defendida por otros políticos croatas como Ante Trumbić. Su grupo se opuso, junto con algunos diputados serbios del Banato y con el nuevo Partido Campesino Croata de los hermanos Radić a la declaración de Fiume de octubre de 1905 en la que se solicitaba la inclusión de todos los territorios croatas (incluyendo Dalmacia) en Hungría como una autonomía y se respaldaba la unión entre croatas y serbios.
En sus últimos años se convirtió en hombre de confianza de las autoridades vienesas, para las que trabajó secretamente en ocasiones. Durante la crisis que se desencadenó por la Anexión de Bosnia-Hercegovina (1908), Frank inició la persecución de ciertos serbios, acusados de alta traición, participando asimismo en el Juicio Friedjung, en que el historiador fue denunciado por dirigentes serbocroatas a los que había acusado de traición utilizando documentos falsos suministrados por el ministerio de exteriores sin conocer su naturaleza fraudulenta.
Sus partidarios (fundamentalmente la aristocracia croata, el clero y parte de los intelectuales), sin embargo, defendían las ideas antiyugoslavas y antimagiares que Frank propugnaba públicamente, considerando de gran importancia la diferencia de religión entre serbios (ortodoxos) y croatas (católicos), expresando la "superioridad cultural" croata y defendiendo la creación de una Croacia clerical. Frank trató de convencer al emperador de la conveniencia de integrar todos los territorios habitados por croatas en Austria, lo que suponía un cambio fundamental de la situación acordada con los magnates húngaros en el Compromiso Austrohúngaro de 1867, alcanzado por el propio Francisco José, a lo que éste se negó.
En 1880 el poeta croata August Šenoa describió a Frank como:
```
  
```

"El infame abogado de Zagreb [...] que degrada y ensucia todo lo croata, primero en beneficio de los magiares y ahora de los austriacos [...] Frank es una sanguijuela política que primero sirvió a Rauch y ahora al alto mando suabo[...] y que se presentó ante el votante ortodoxo en Pakrac, presumiendo de [...] defender los intereses serbios"

Frank cayó mortalmente enfermo en 1909, y apenas vivió para presenciar la unión de las facciones del partido en 1910. Sus partidarios, que tomaron el nombre de Frankovci («frankistas»), inspiraron a una nueva generación de políticos ultranacionalistas, el movimiento fascista ustacha. Las "legiones croatas" de Frank, fundadas tras la anexión de Bosnia y Herzegovina para combatir a las "bandas serbias", fueron la base de las formaciones ustachas (Bojna y Legión).